# Institut Femení Samuel H. Wang
L'Institut Femení Samuel H. Wang de la Universitat Yeshiva (en anglès: Samuel H. Wang Yeshiva University High School for Girls) (YUHSG), popularment conegut com a "Central", ofereix plans d'estudis preparatoris per a la universitat i programes d'estudis jueus que condueixen a l'obtenció d'un diploma acadèmic avalat per la junta de regents de l'Estat de Nova York i per l'associació de col·legis i escoles dels estats mitjans.

## Activitats
Les alumnes de l'institut participen en diverses activitats extracurriculares que inclouen: l'aprenentatge de la Torà, art, bàsquet, debat, drama, futbol, hoquei, música, softball, tennis, viatges, voleibol, i servei comunitari. Un exemple d'això és la seva participació en un programa on visiten diverses llars d'ancians i centres de rehabilitació. L'institut col·labora amb organitzacions no governamentals com Yachad, el Cercle d'Amistat, i Chai Lifeline. Les alumnes de l'institut també participen en una desfilada per celebrar l'existència de l'Estat d'Israel.

## Classes
L'institut Samuel H. Wang ofereix a totes les estudiants un programa integral de preparació per a la universitat i imparteix assignatures judaiques. Les ofertes de col·locació avançada inclouen; literatura anglesa, llengua anglesa, història jueva, història americana, govern, càlcul, química, biologia, art i psicologia. Els cursos optatius inclouen art avançat, espanyol avançat, francès, àrab, ciències de la terra, física, fisiologia i medicina forense. Les estudiants de l'últim any poden realitzar cursos a l'Escola de Negocis Sy Syms i diversos programes al Queens College. Un institut de ciències de recent creació ofereix a les estudiants l'oportunitat de realitzar recerques científiques avançades i millorar els seus coneixements científics.

## Ubicació
L'escola està afiliada amb la Universitat Yeshiva, l'institut es troba a Holliswood, al barri de Queens de la ciutat de Nova York. Actualment Miriam Goldberg és la presidenta, Chaya Batya Neugroschl és la directora de l'escola, Beverly Segal és la directora associada i Bracha Rutner és la sotsdirectora.

## Valors
L'institut Samuel H.Wang té com a missió educativa ensenyar i perpetuar la filosofia del judaisme ortodox modern, basat en els principis de la Torà Umadà. La seva meta és preparar els estudiants per entrar en l'edat adulta com a jueus informats i compromesos, i com a membres de la societat en general amb una àmplia educació i curiositat intel·lectual.